# Stockholm City Wildcats
Gli Stockholm City Wildcats sono stati una squadra di football americano di Stoccolma, in Svezia; hanno giocato la finale nazionale del 1989, dove furono sconfitti dai Kristianstad C4 Lions.
Nel 1994 sono stati assorbiti dai Solna Chiefs.

## Palmarès
- 1 Campionato svedese di secondo livello (1992[1])